# Fausto Coppi

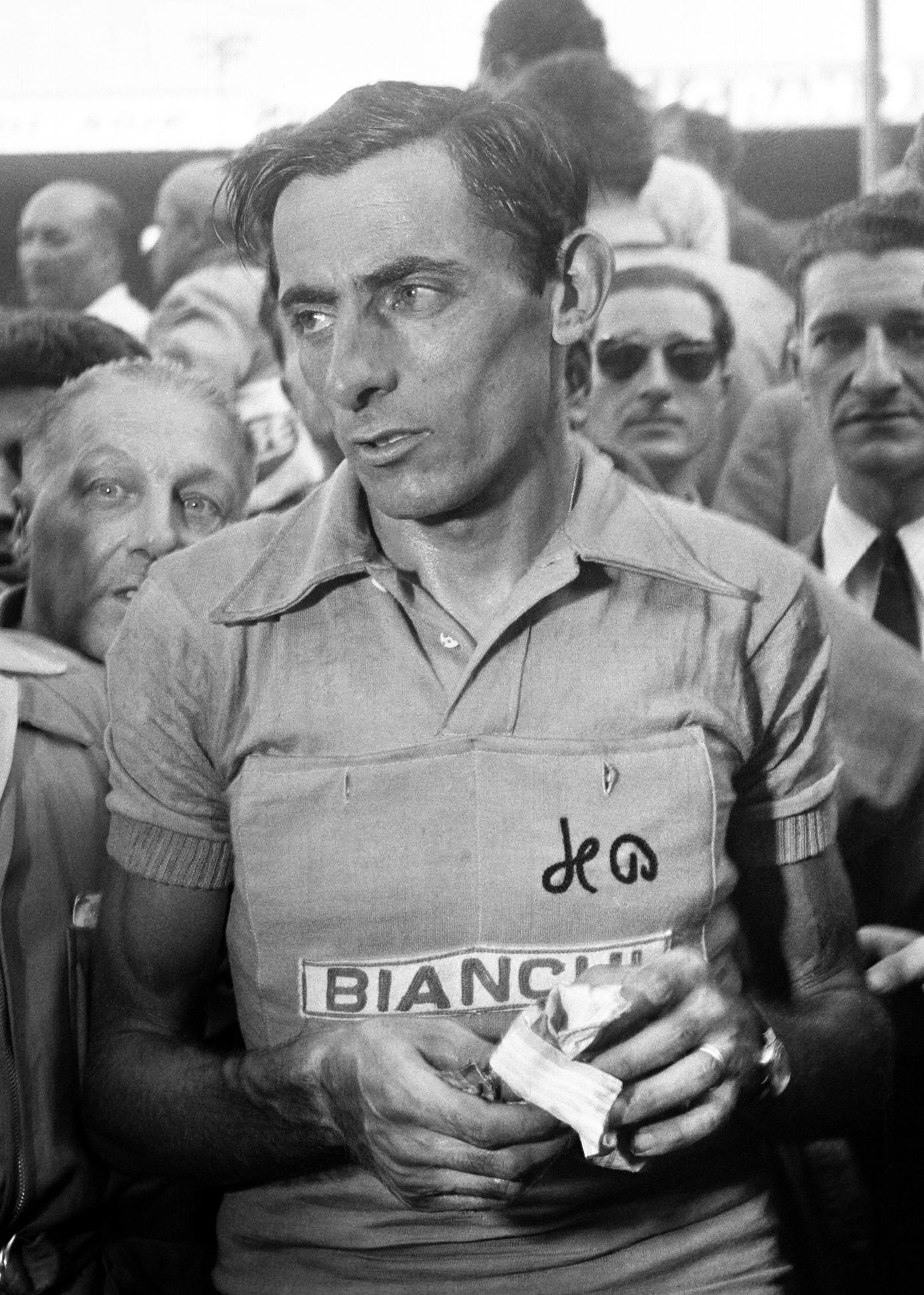
Fausto Coppi (1952)

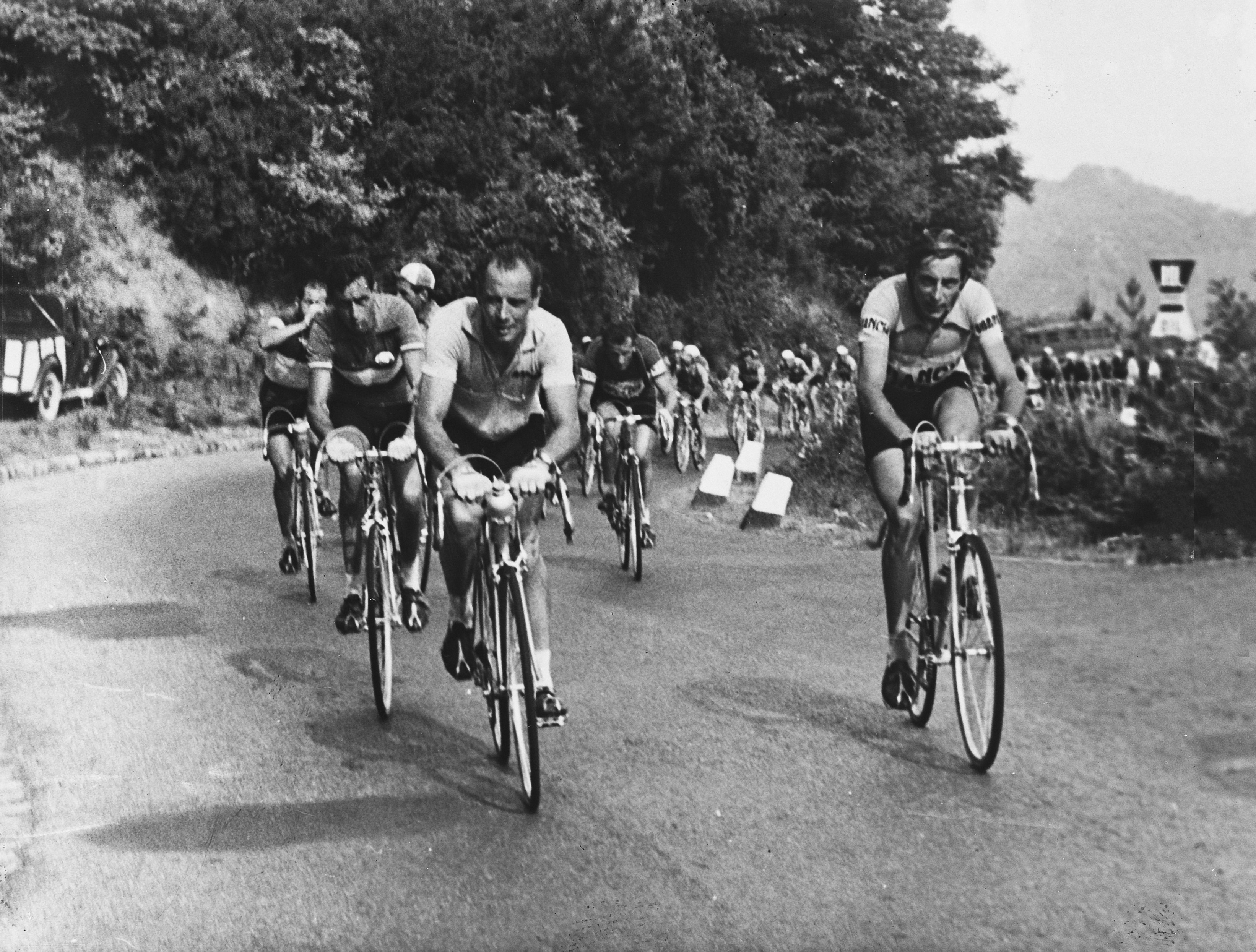
Coppi (r.) mit Hugo Koblet (Giro d’Italia 1953)

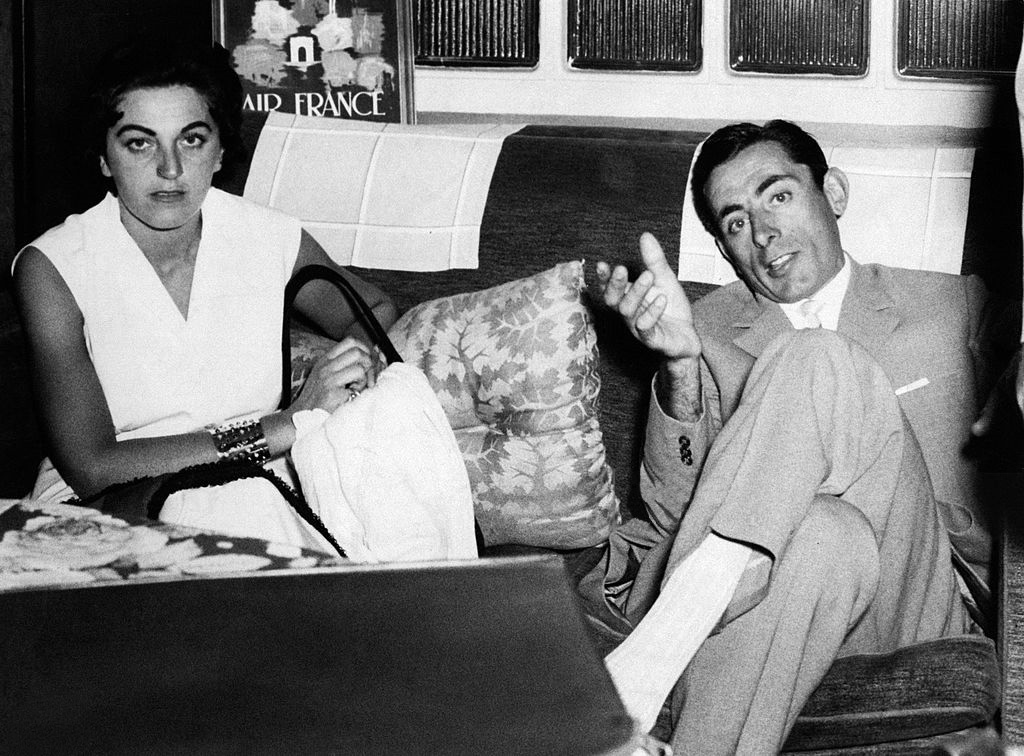
Coppi und Giulia Occhini, die „dama bianca“ (1954)

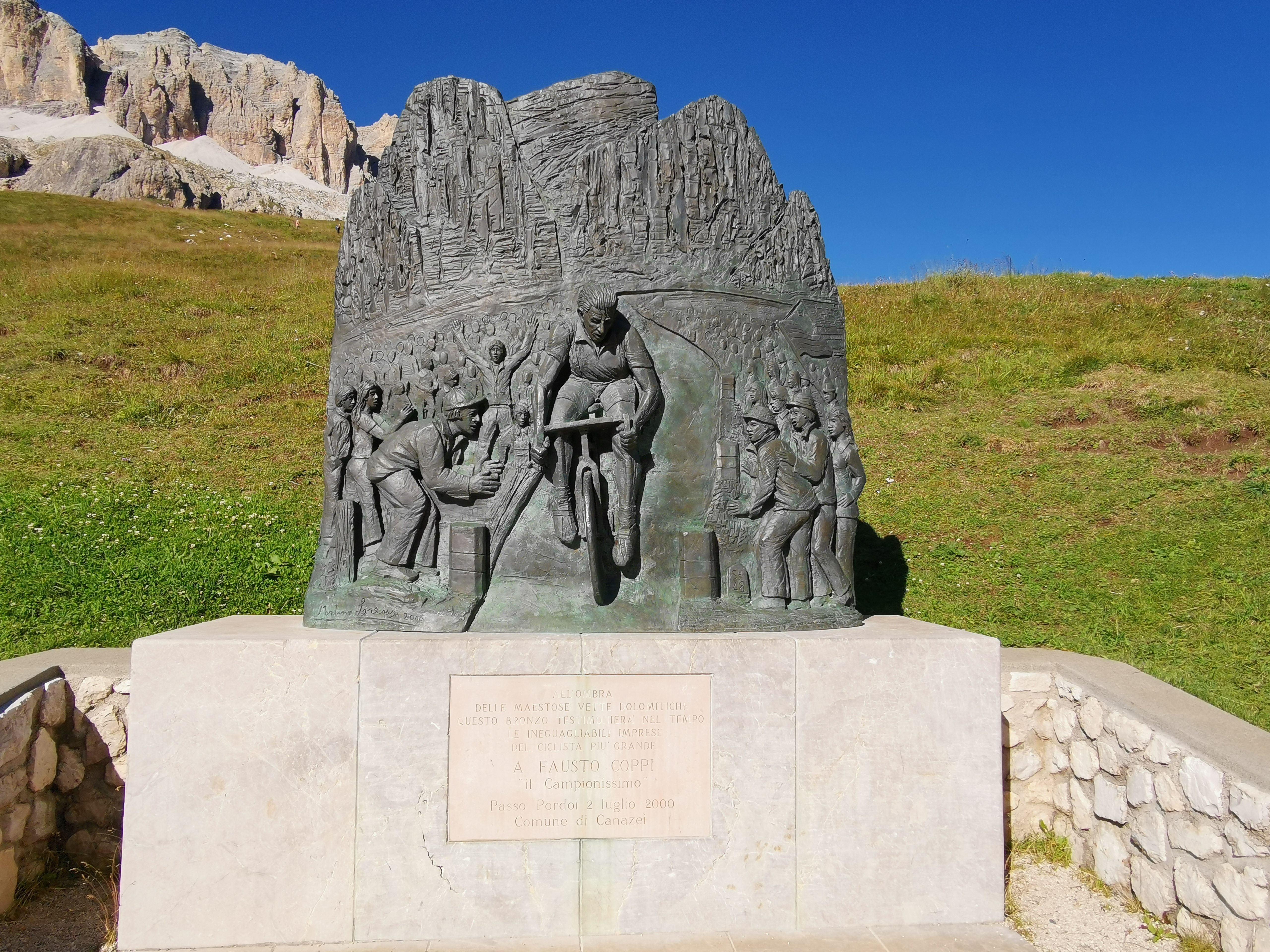
Gedenkstein für Coppi am Pordoijoch (Italien)

Fausto Coppi (* 15. September 1919 in Castellania; † 2. Januar 1960 in Tortona) war ein italienischer Radrennfahrer und dreifacher Weltmeister. Coppi, genannt „il Campionissimo“ („Meister der Meister“), war einer der erfolgreichsten und populärsten Radrennfahrer der Geschichte. Er gewann zweimal die Tour de France und fünfmal den Giro d’Italia.

## Leben
Nach dem Schulbesuch begann er eine Lehre als Fleischer in Novi Ligure, wobei er die Kunden seines Meisters mit dem Fahrrad belieferte. Da er ein begeisterter Radfahrer war, nahm er in seiner Freizeit an regionalen Rennen teil, so auch 1937 bei dem Radrennen von Boffalora. Ein Jahr darauf gewann er die Wettfahrt. Während dieser Zeit wurde der blinde Masseur Biagio Cavanna (1893–1961) auf ihn aufmerksam. Er schrieb 1939 mehrere Briefe an Radsportfirmen und machte auf das Talent von Coppi aufmerksam. Daraufhin erhielt Coppi eine Einladung von der Firma Legnano und durfte bereits 1940 am Giro d’Italia teilnehmen.

### Radsport-Laufbahn
Hier konnte Fausto Coppi seinen ersten großen Erfolg im Alter von 20 Jahren feiern. Die Bedingung seiner Teilnahme am Giro d’Italia war, dass er als Zweitfahrer und Unterstützer von Gino Bartali (1914–2000), der im Vorjahr Sieger der Italienrundfahrt geworden war, eingeplant wurde. Bartali stürzte jedoch bereits in der ersten Etappe und konnte den Wettbewerb nicht fortsetzen. Damit war der Weg für Coppi frei. In einem spannenden Rennen schaffte er es, als jüngster Fahrer, den Sieg davonzutragen. 1942 stellte er einen neuen Stundenweltrekord (45,871 km) auf, der 14 Jahre lang Bestand haben sollte, bis Jacques Anquetil ihn 1956 verbesserte. In einem Interview 1949 hob Coppi die Weltrekordfahrt als seinen bis dahin wichtigsten sportlichen Erfolg hervor. Später gestand Coppi ein, bei dieser Rekordfahrt mit Amphetaminen gedopt gewesen zu sein. Seine vielversprechende Karriere wurde durch den Zweiten Weltkrieg unterbrochen, er wurde zur italienischen Armee eingezogen und kam in Afrika zum Einsatz. Hier wurde er durch englische Truppen gefangen genommen und kehrte 1945 aus dem Gefangenenlager wieder nach Italien zurück. Erst 1946 konnte er wieder Rennen fahren. Nach sieben Jahren Unterbrechung gewann er 1947 das zweite Mal den Giro d’Italia. Es folgte eine Erfolgsserie, die erst von Eddy Merckx übertroffen werden sollte.
Zweimal, 1949 und 1952, gewann Coppi als erster Rennfahrer das begehrte „Double“, also nacheinander die Gesamtwertung von Giro d’Italia und Tour de France. Fünf Siege konnte der „Campionissimo“ insgesamt bei der Italienrundfahrt einfahren, gemeinsam mit Alfredo Binda und Eddy Merckx hält er damit den Rekord. Fausto Coppi dominierte aber auch die schwersten Eintagesrennen: Er gewann fünfmal den Giro di Lombardia, dreimal Mailand–Sanremo und einmal Paris–Roubaix. Dazu wurde er 1953 Weltmeister. Im selben Jahr wurde er von den Verantwortlichen der Tour de France nicht eingeladen, da sie befürchteten, dass durch die Dominanz Coppis das öffentliche Interesse an der Frankreichrundfahrt nachlassen würde.

### Rivalität mit Bartali
Die aktive Zeit Fausto Coppis wird als der Beginn der „goldenen Zeit des Radsports“ für Italien bezeichnet. Einen wichtigen Faktor für diese Einschätzung stellt die Konkurrenz Coppis mit dem fünf Jahre älteren Gino Bartali dar. Mit Bartali und Coppi trafen die beiden wohl größten italienischen Radrennfahrer ihrer Zeit aufeinander – es entwickelte sich die berühmteste Rivalität der Radsportgeschichte, und die riesige italienische Fangemeinde teilte sich in die Lager der „Bartalisten“ und der „Coppisten“.
In Wirklichkeit sahen sich beide allerdings gar nicht als Rivalen, wofür auch ein legendäres Bild des Reporters Carlo Martini aus dem Jahr 1952 steht, als Bartali mit 38 Jahren das letzte Mal an einer Tour de France teilnahm und nochmals Vierter wurde: In diesem Jahr, 1952, fotografierte der Reporter Carlo Martini ein legendär gewordenes Bild: Fausto Coppi fährt im Gelben Trikot voraus durch die alpine Steinwüste am Galibier, hinter ihm Gino Bartali. Das Bild zeigt die Übergabe einer Trinkflasche zwischen den Rivalen und
wurde eine Ikone der Fairness und Versöhnung. Später kam durch Martinis Fotoagentur heraus, dass die Szene für den Fotografen nachgestellt worden war; tatsächlich hatte sie einen Tag vorher stattgefunden.

### Privates und Tod
Seine sportliche Laufbahn war aber auch von Schicksalsschlägen geprägt. 1948 war Coppi in einen Schadenersatzprozess verwickelt. Am 13. Mai 1947 hatte er mit seinem Auto einen Mann angefahren, der an den Folgen des Unfalls verstarb. Die Familie des Opfers forderte von Coppi 4,5 Millionen Lire.
1951 nahmen Fausto Coppi und sein jüngerer Bruder Serse, der ebenfalls Radrennfahrer war, am Giro d’Italia teil. Bei einer Stadtdurchfahrt blieb Serse mit dem Rad in einer Straßenbahnschiene hängen, stürzte und fiel dabei unglücklich auf den Kopf. An den Folgen des einsetzenden Hirnblutens starb er. Davon war Coppi so entsetzt, dass er mit dem Radrennen aufhören wollte. Auch seine beiden Schwestern starben bereits in jungen Jahren. Fausto selbst erlitt im Verlauf seiner Karriere zahllose Knochenbrüche und schwere Verletzungen, so auch beim Giro d’Italia 1950. Hier zog er sich bei einem Sturz einen dreifachen Beckenbruch zu.
Coppi verfügte über außergewöhnliche körperliche Eigenschaften für den Radsport. 1949 wurde er daraufhin von dem italienischen Arzt Campi untersucht. Dieser ermittelte bei Coppi ein Atmungsvolumen von 6,7 Litern. Auch die Länge seiner Arme und Beine lag über dem Durchschnitt vergleichbarer Sportler.
1953 wurde publik, dass Coppi seine Ehefrau Bruna Campolini verlassen hatte, um mit der ebenfalls verheirateten Giulia Locatelli-Occhini, der sogenannten „dama bianca“, zusammenzuleben. Im Italien der 1950er Jahre war diese Liaison ein Skandal. Selbst der Papst forderte öffentlich, Coppi solle zu seiner Frau zurückkehren. Beide wurden wegen Ehebruchs und weil sie sich weigerten, ihre Beziehung zu beenden, zu Bewährungsstrafen verurteilt. Im Zuge dieses Skandals wurden auch die Reisepässe Fausto Coppis und Giulia Locatellis gesperrt. Da es im damaligen katholischen Italien nicht möglich war, heirateten dann beide 1955 in Mexiko. Der Sohn Angelo Fausto, genannt Faustino, kam in Argentinien zur Welt.
Ende 1959 nahm Fausto Coppi an einer Afrikatour teil. Im Anschluss an das Rennen fand eine Jagd in freier Wildbahn statt. Dabei infizierten sich er und Raphaël Géminiani im afrikanischen Obervolta mit Malaria. Nach seiner Rückkehr nach Italien brach die Krankheit aus, der Erreger wurde im Krankenhaus aber zunächst nicht erkannt, und Coppi starb im Alter von 40 Jahren. Seine Grabstätte befindet sich im Mausoleo seines Geburtsortes Castellania (seit 2019 Castellania Coppi) im Piemont.
Die von Coppi gegründete Rennradmanufaktur wurde 1994 samt den Markenrechten von Masciaghi übernommen.

## Ehrungen
Fausto Coppi war der erste Radsportler, der in einem Land von Sportjournalisten zum Sportler des Jahres gewählt wurde.
Ihm zu Ehren wird seit 1965 am höchsten Punkt des Giro d’Italia die Bergwertung Cima Coppi vergeben. Dieser Anstieg bringt am meisten Punkte in der Bergwertung des Giros. Am häufigsten war dies bisher das Pordoijoch. In Italien gibt es mehrere Denkmäler zu Coppis Ehren.
Auch der Asteroid (214820) Faustocoppi wurde 2017 nach ihm benannt.
Im März 2019 stimmte die Regionalverwaltung von Piemont dem Wunsch des Gemeinderates von Castellania, dem Geburtsort von Coppi und seinem Bruder Serse, zu, sich anlässlich von Faustos 100. Geburtstag künftig Castellania Coppi zu nennen. Das Mannschaftszeitfahren des Giro d’Italia Femminile endete 2019 vor dem dortigen Grab der Gebrüder Coppi.